# Catocala nubilosa
Catocala nubilosa là một loài bướm đêm trong họ Erebidae.